# Lamosa (Sernancelhe)
Lamosa es una freguesia portuguesa del concelho de Sernancelhe, con 19,01 km² de superficie y 179 habitantes (2011), y tendencia descendiente (en 2001 eran 195). Su densidad de población es de 10,3 hab/km².